# 第27回日本アカデミー賞
第27回日本アカデミー賞は、2004年（平成16年）2月20日に行われた日本アカデミー賞の発表・授賞式。
新高輪プリンスホテルで開催され、司会は関口宏と宮沢りえが務めた。

## 最優秀作品賞
- 壬生義士伝

### 優秀作品賞
- 阿修羅のごとく
- 踊る大捜査線 THE MOVIE 2 レインボーブリッジを封鎖せよ!
- 座頭市
- スパイ・ゾルゲ

## 最優秀監督賞
- 森田芳光（阿修羅のごとく）

### 優秀監督賞
- 塩田明彦（黄泉がえり）
- 篠田正浩（スパイ・ゾルゲ）
- 滝田洋二郎（壬生義士伝）
- 本広克行（踊る大捜査線 THE MOVIE 2 レインボーブリッジを封鎖せよ!）

## 最優秀脚本賞
- 筒井ともみ（阿修羅のごとく）

### 優秀脚本賞
- 犬童一心・斉藤ひろし・塩田明彦（黄泉がえり）
- 君塚良一（踊る大捜査線 THE MOVIE 2 レインボーブリッジを封鎖せよ!）
- 篠田正浩・ロバート・マンディ（スパイ・ゾルゲ）
- 古厩智之（ロボコン）

## 最優秀主演男優賞
- 中井貴一（壬生義士伝）

### 優秀主演男優賞
- 織田裕二（踊る大捜査線 THE MOVIE 2 レインボーブリッジを封鎖せよ!）
- 西田敏行（ゲロッパ!）
- 藤原竜也（バトル・ロワイアルII 鎮魂歌）

## 最優秀主演女優賞
- 寺島しのぶ（赤目四十八瀧心中未遂）

### 優秀主演女優賞
- 上戸彩（あずみ）
- 大竹しのぶ（阿修羅のごとく）
- 竹内結子（黄泉がえり）
- 観月ありさ（ぼくんち）

## 最優秀助演男優賞
- 佐藤浩市（壬生義士伝）

### 優秀助演男優賞
- 浅野忠信（座頭市）
- 中村獅童（阿修羅のごとく）
- 三宅裕司（壬生義士伝）
- 柳葉敏郎（踊る大捜査線 THE MOVIE 2 レインボーブリッジを封鎖せよ!）

## 最優秀助演女優賞
- 深津絵里（阿修羅のごとく）

### 優秀助演女優賞
- 大楠道代（座頭市）
- 中谷美紀（壬生義士伝）
- 深津絵里（踊る大捜査線 THE MOVIE 2 レインボーブリッジを封鎖せよ!）
- 八千草薫（阿修羅のごとく）

## 話題賞

### 俳優部門
- 上戸彩（あずみ）

### 作品部門
- 踊る大捜査線 THE MOVIE 2 レインボーブリッジを封鎖せよ!

## 新人俳優賞
- 市原隼人（偶然にも最悪な少年）
- オダギリジョー（あずみ）
- 藤木直人（g@me.）
- 石原さとみ（わたしのグランパ）
- 上戸彩（あずみ）
- 長澤まさみ（ロボコン）

## 最優秀音楽賞
- 鈴木慶一（座頭市）

### 優秀音楽賞
- 池辺晋一郎（スパイ・ゾルゲ）
- 大島ミチル（阿修羅のごとく）
- 千住明（黄泉がえり）
- 松本晃彦（踊る大捜査線 THE MOVIE 2 レインボーブリッジを封鎖せよ!）

## 最優秀撮影賞
- 柳島克己（座頭市）

### 優秀撮影賞
- 北信康（阿修羅のごとく）
- 鈴木達夫（スパイ・ゾルゲ）
- 浜田毅（壬生義士伝）
- 藤石修（踊る大捜査線 THE MOVIE 2 レインボーブリッジを封鎖せよ!）

## 最優秀照明賞
- 高屋齋（座頭市）

### 優秀照明賞
- 渡邊孝一（阿修羅のごとく）
- 三上日出志（スパイ・ゾルゲ）
- 長田達也（壬生義士伝）
- 加瀬弘行（踊る大捜査線 THE MOVIE 2 レインボーブリッジを封鎖せよ!）

## 最優秀美術賞
- 及川一（スパイ・ゾルゲ）

### 優秀美術賞
- 磯田典宏（座頭市）
- 部谷京子（陰陽師II）
- 部谷京子（壬生義士伝）
- 山崎秀満（阿修羅のごとく）

## 最優秀録音賞
- 堀内戦治（座頭市）

### 優秀録音賞
- 芦原邦雄（踊る大捜査線 THE MOVIE 2 レインボーブリッジを封鎖せよ!）
- 小野寺修（壬生義士伝）
- 瀬川徹夫（スパイ・ゾルゲ）
- 橋本文雄（阿修羅のごとく）

## 最優秀編集賞
- 北野武・太田義則（座頭市）

### 優秀編集賞
- 奥田浩史（スパイ・ゾルゲ）
- 田口拓也（踊る大捜査線 THE MOVIE 2 レインボーブリッジを封鎖せよ!）
- 田中愼二（阿修羅のごとく）
- 冨田功・冨田伸子（壬生義士伝）

## 最優秀外国作品賞
- 戦場のピアニスト

### 優秀外国作品賞
- シカゴ
- めぐりあう時間たち
- 猟奇的な彼女
- ロード・オブ・ザ・リング/二つの塔

## 協会特別賞
- 佐々木史朗（プロデューサー）
- 福島宥行（タイミング）
- 福本清三（俳優）